# 清水美弥子
清水 美弥子（しみず みやこ、1969年8月18日 - ）は、日本の元女子レスリング選手である。東京都出身。女子レスリング黎明期において、女子プロレス練習生が多い重量級で活躍し、日本人初の世界チャンピオンとなった。

## 来歴
代々木クラブで木名瀬重夫の指導を受け、1987年の全日本女子オープン75kg級に出場も、決勝で全日本女子プロレス練習生だった山田敏代にフォール負け。しかし、同年の全日本女子選手権で優勝。世界選手権でも銀メダルを獲得した。
1988年は70kg級に転向するが、全日本選手権決勝で浦野弥生に判定負けで準優勝に終わる。
1989年は75kg級に戻す。全日本オープン・全日本選手権とも準優勝に終わったが、世界選手権に2大会連続出場を果たし、日本人女子レスリングで第1号となる金メダルを獲得した。
大会後、現役引退。

## 主な成績
- 1987世界選手権 準優勝
- 1989世界選手権 優勝